# Panzer General 3D: Assault
Panzer General 3D: Assault est un jeu vidéo de type wargame sorti en 1999 sur PC. Il a été développé et édité par Strategic Simulations, Inc.. Il s'agit du 3e jeu de la série.

## Système de jeu
Le système de jeu de Panzer General 3D, basée sur la stratégie au tour par tour, est très similaire à celui de Panzer General II.

## Accueil
| Panzer General 3D Assault |      |       |
| Média                     | Pays | Notes |
| Computer Gaming World     | US   | 3.5/5 |
| Cyber Stratège            | FR   | 3/5   |
| GameSpot                  | US   | 79 %  |
| Gen4                      | FR   | 4/5   |
| Jeuxvideo.com             | FR   | 14/20 |
| Joystick                  | FR   | 79 %  |